# Coccophagus rosae
Coccophagus rosae är en stekelart som beskrevs av Sugonjaev och Pilipyuk 1972. Coccophagus rosae ingår i släktet Coccophagus och familjen växtlussteklar. Inga underarter finns listade i Catalogue of Life.